# KB Khimmash
KB Khimmash ou KBKhM (abréviation du russe Конструкторское бюро химического машиностроения имени A.M. Исаева en français bureau d'études ingénierie chimique A.M. Issaïev) est une société russe spécialisée dans la conception et la construction de moteurs-fusées à ergols liquides. La société, qui a été créée en 1948 par l'ingénieur soviétique Alexeï Issaïev sous l'appellation OKB-2, est installée à Korolev dans l'oblast de Moscou. Sous l'impulsion de son fondateur, elle a conçu de nombreux moteurs-fusées innovants utilisés pour la propulsion des missiles Scud, des missiles balistiques mer-sol et de la majorité des moteurs-fusées embarqués sur les vaisseaux spatiaux habités, les satellites artificiels et les sondes interplanétaires.

## Produits
KBKhM est le principal spécialiste des moteurs-fusées russes utilisés par les engins spatiaux pour se placer sur leur orbite finale ou corriger leur orbite. Il est ainsi le constructeur du moteur S5.98M propulsant l'étage supérieur Briz, du S5.92 propulsant l'étage supérieur Fregat, du KTDU-80 propulsant le vaisseau Soyouz ainsi que de nombreux moteurs de faible poussée utilisés pour le contrôle d'attitude.

## Historique
À l'issue de la Seconde Guerre Mondiale, Alexeï Issaïev fait partie des rares ingénieurs soviétiques spécialiste des moteurs-fusées. En 1948 il est nommé à la tête d'un bureau d'études OKB-2 dédié à leur fabrication créé au sein du centre de recherches NII-88. Le bureau d'études devient autonome à compter de 1957. L'OKB 2 travaille sur la propulsion de missiles surface-air et mer-mer. Le bureau d'études met au point plusieurs dispositifs innovants comme le premier système permettant de réduire les instabilités de combustion, l'architecture combinant plusieurs chambres de combustion associées à une seule alimentation par turbopompe ainsi que la formule du moteur immergé permettant de réduire la longueur des missiles balistiques mer-sol. Le responsable du programme des missiles balistiques, Sergueï Korolev, qui a remarqué ces innovations, confie à Issaïev le développement du moteur S2.253 du missile R-11 Scud,.

## Contributions au domaine spatial
La première réalisation dans le domaine spatial porte sur le développement de la rétrofusée du vaisseau Vostok qui volera à 104 reprises sur les vaisseaux Vostok, Voskhod et le satellite de reconnaissance Zenit. Par la suite il développe avec son bureau d'études la majorité des moteurs-fusées embarqués sur les vaisseaux spatiaux habités, des satellites artificiels et sondes interplanétaires jusqu'à son décès. Le moteur KTDU qui peut être rallumé est décliné en différentes versions pour les sondes lunaires et interplanétaires. Il peut fournir une poussée d'une durée d'une fraction de seconde ou de plusieurs minutes. Le modèle KDTU-80 est utilisé sur les vaisseaux Soyouz TM et Progress M. Le moteur S5.66 est développé pour la station spatiale Saliout. Pour le lanceur lunaire N-1, Issaïev développe le moteur 11D56M de 15 tonnes de poussée, premier moteur soviétique utilisant oxygène et hydrogène liquide. À la suite de l'arrêt du programme lunaire en 1973, il n'entre pas en production mais en 1998 plusieurs moteurs de ce type sont vendus par la Russie à l'Inde sous l'appellation KVD-1 qui l'utilisera sur son lanceur GSLV en attendant la mise au point d'un moteur cryogénique national.
En 1967 le bureau d'études d'Isaeïev est renommé KBKhM. Issaïev meurt le 10 juin 1971 à Moscou. La société poursuit son activité mais se détourne progressivement de la production des moteurs-fusées pour missile qui font désormais appel à des moteurs à propergol solide. En 2007, à la suite d'une réorganisation de l'industrie spatiale décidée par Vladimir Poutine, la société est rattachée à un des deux poids lourds du secteur, GKNPZ Khrounitchev, constructeur des lanceurs Rockot, Proton et Angara et de l'étage de fusée Briz.

### Sources
- (en) George Paul Sutton, History of liquid propellant rocket engines, Reston, American Institute of Aeronautics and astronautics, 2006, 911 p. (ISBN 978-1-56347-649-5, OCLC 63680957)
- (en) Asif A. Siddiqi, Spoutnik and the soviet space challenge, University Press of Florida, 2003, 527 p. (ISBN 978-0-8130-2627-5)
- (en) Asif A. Siddiqi, The soviet space race with Apollo, University Press of Florida, 1996, 489 p. (ISBN 978-0-8130-2628-2)